# Двірцевий міністр

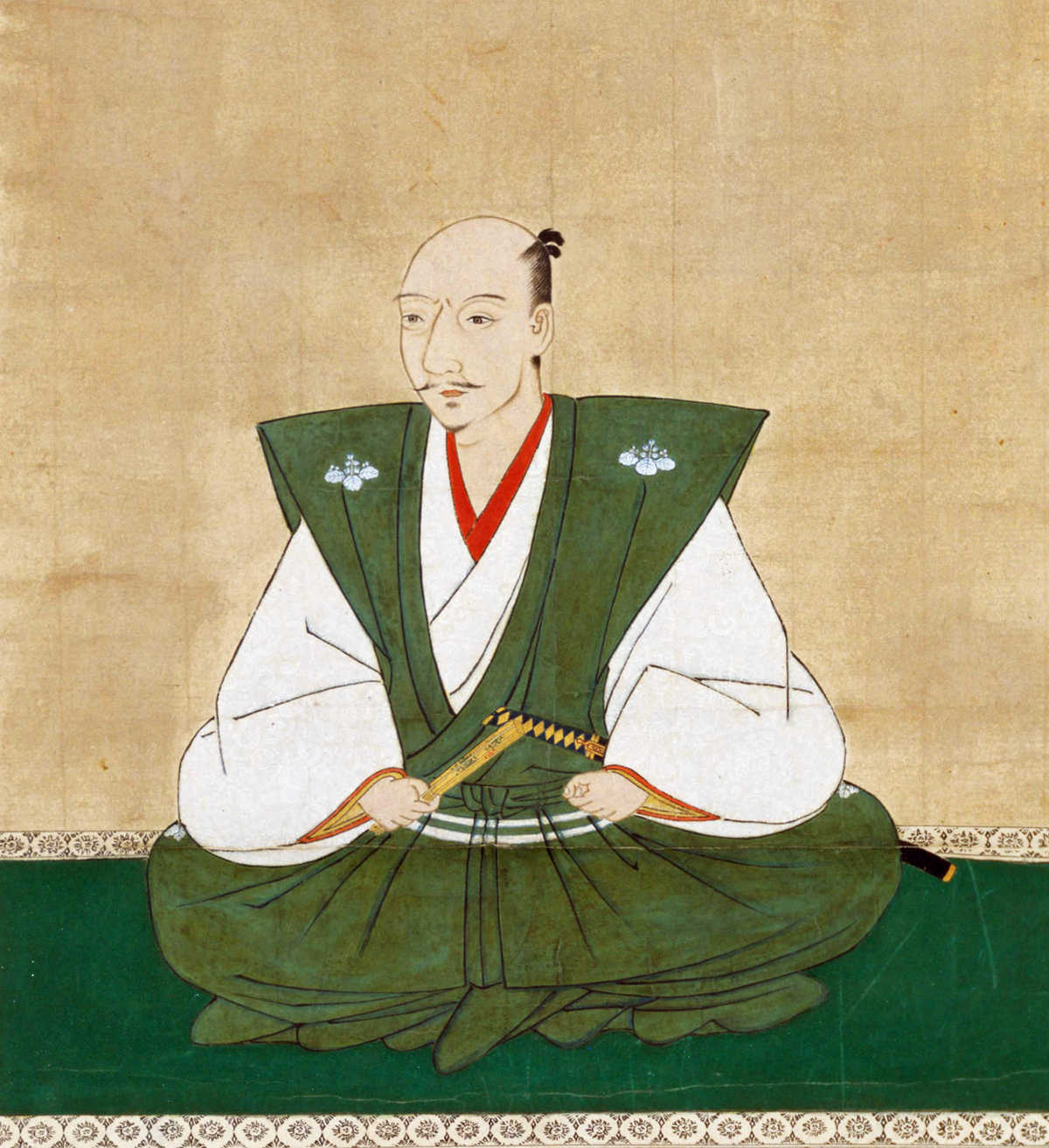
Ода Нобунаґа, двірцевий міністр у 1576-1577 рр.

Двірце́вий міні́стр (яп. 【内大臣】 ない-だいじん, най-дайджін, учі-но-омі) — посада в імператорському уряді Японії VIII — XIX століття. Державний міністр (омі). Член Великої державної ради. Поступався за статусом лівому і правому міністрам, їхній заступник. Радник і наближений імператора, спільно з яким визначав політику держави.　Назва походить від почесного титулу VII—VIII століття — «двірцевий слуга» (【内巨】), що надавався особі наближеній до імператора (【内】 учі), керівникові імператорського двору, управителю імператорського палацу (【内裏】). За табелем про ранги займав 2-й чиновницький ранг. У 1885—1945 роках — міністр державної печатки Японської імперії. Також — палацовий міністр, внутрішній міністр, проміжний міністр.

## Список
- 1547—1553: Коное Харуцуґу (Сакіхіса)
- 1576—1577: Ода Нобунаґа